# أوكاربون (دواء)
أوكاربون. (بالإنجليزية: Eucarbon)‏، يستخدم لعلاج حالات انتفاخ المعدة يحتوي على الفحم النباتي وهو شبيه بالاسفنجة، إذ يمتص المواد السامة الناتجة عن التمثيل الغذائي وتلك التي تفرزها بكتيريا الأمعاء.
يمتص الغازات، وكذلك الجراثيم التي تسبب الأمراض للجسم، فتُحجَز السموم والجراثيم داخل الفحم ثم يبطل مفعولها المسبب للمرض وتُحمل إلى خارج الجسم.
تحتوي حبوب (أوكاربون Eucarbon) على مواد طبيعية أخرى إضافة للفحم النباتي، ومن هذه المواد مسحوق السنامكى وخلاصة الراوند، كذلك تحتوي على زيوت عطرية تساعد على التخلص من الغازات المتراكمة في الجهاز الهضمي وتخفف من تقلصات الأمعاء، وتلعب دورًا في زيادة المواد الصفراوية مما يساعد على هضم الدهون والدسم في الطعام.

## محتويات
1. أوراق السنا: لها تأثير ملين لذا تستخدم في حالات الإمساك والقولون العصبي ولكن يجب إستخدامها فقط لمدة قصيرة وضمن الجرعات الموصى بها
2. جذور الراوند: لها تأثير ملين قوى وتساعد عشبة الراوند على التخفيف من الإمساك
3. الفحم النباتى: يقوم بإمتصاص الغازات ونواتج الأيض المختلفة التي تفرز عن طريق التأثير الملين لأوراق السنا وجذور الراوند
4. كبريت نقى : يحمى الجهاز الهضمي من الميكروبات
5. زيت النعناع وزيت الشمر
6. الكاولين
7. السكروز

## دواعي الاستعمال
1. انتفاخ البطن وزيادة الغازات فيه، واضطراب حركة الأمعاء والقولون.
2. في حالات الإمساك البسيطة إذ يحمل تأثير ملينًا خفيفًا.
3. سوء الهضم بأسبابه المتعددة كقلة الحركة وملازمة الفراش أو تناول أطعمة دسمة.
4. حالات القولون العصبي وما يصاحبه من سوء هضم وانتفاخ البطن ومغص واضطراب بحركة الأمعاء.
5. كما يستعمل لتنظيف الأمعاء قبل إجراء الاستقصاءات التشخيصية والعمليات الجراحية.

## وصلات خارجية
- أفضل علاج للغازات وانتفاخ البطن على يوتيوب.